# Hachmi Boudjedir
Hachmi Boudjedir, né le 31 mai 1924 à Chelghoum Laïd (à l'époque Châteaudun-du-Rhumel), en Algérie, et décédé le 4 avril 1996 dans la même ville, est un homme politique français.

## Biographie
Il est membre du Comité de Salut Public créé a Alger à la suite des événements du 13 mai 1958 pendant la guerre d'Algérie.
Il est par la suite élu député du constantinois, sur la liste UDR, du 30 novembre 1958 jusqu'au 3 juillet 1962, date de l'indépendance. 
Il part en France peu de temps après pour revenir à son village natal quelques années avant sa mort.